# Stenohippus trapezoidalis
Stenohippus trapezoidalis är en insektsart som först beskrevs av Bolívar, I. 1914.  Stenohippus trapezoidalis ingår i släktet Stenohippus och familjen gräshoppor. Inga underarter finns listade i Catalogue of Life.